# プリンセスキッス! 〜少女1000年紀物語〜
『プリンセスキッス! 〜少女1000年紀物語〜 』（プリンセスキッス しょうじょ1000ねんものがたり）は、Princess Sugarより2013年1月25日に発売された18禁美少女アドベンチャーゲーム。 

## あらすじ
地殻変動で突如出現した遺跡から発見された主人公はヒマリのキスでコールドスリープから目覚め、遺跡の謎を解明して世界の危機に立ち向かう。

## 登場人物
新川 暁 （しんかわ あきら）
本作の主人公。コールドスリープ状態で発見された。
ヒマリ
声：民安ともえ
身長：154cm B88/ W57/ H86 誕生日：3月23日
グランデ＝ヤクモ神聖学園に通っている姫。
ラウミール＝フィオラ
声：桃井いちご
身長：158cm B92/ W58/ H88 誕生日：2月22日
おっとりした性格のエルフでイヅナの助手を務める。
赤鋼＝ヒッツフェルト＝ルカ （あかがね＝・＝・）
声：芹園みや
身長：166cm B90/ W58/ H86 誕生日：9月14日
クールな性格の女騎士。
カノン
声：小倉結衣
身長：158cm B78/ W56/ H80 誕生日：1月7日
ヒマリの妹。
ララ
声：藍川珪
身長：148cm B82/ W57/ H81 誕生日：12月24日
優れた身体能力を持つ獣人。
禍星 イヅナ （まがほし いづな）
声:大波こなみ
身長：162cm B90/ W59/ H88 誕生日：11月30日
年下好きの女教師。

## スタッフ
- 原画担当:金目鯛ぴんく、月嶋ゆうこ（SD原画）
- シナリオ：尾之上咲太